# 第55屆金馬獎
第55屆金馬獎，是2018年台灣與華語電影業界的年度盛事之一，表揚年度傑出華語電影作品與電影工作者。
自本屆起，金馬獎最佳紀錄片得獎作品，將獲得在奧斯卡金像獎爭取提名的候選資格。

## 播放平台
| 频道        | 所在地 | 播出日期       | 播出时间                                            | 备注                                                                       |
| ----------- | --- | -------------- | --------------------------------------------------- | -------------------------------------------------------------------------- |
| 台视主频    | 中華民國                                                                                                  | 2018年11月17日 | 17:00 - 19:00（星光大道） 19:00 - 23:46（颁奖典礼） | 现场直播                                                                   |
| HUB都会台   | 新加坡 | 2018年11月17日 | 17:00 - 19:00（星光大道） 19:00 - 23:46（颁奖典礼） | 现场直播                                                                   |
| 卫视电影台  | 香港 · 緬甸 · 泰國 · 柬埔寨 · 菲律賓 · 印度尼西亞 · 新西兰 · 美国 · 加拿大 · 英国 · 沙烏地阿拉伯 · 阿联酋 | 2018年11月17日 | 17:00 - 19:00（星光大道） 19:00 - 23:46（颁奖典礼） | 现场直播                                                                   |
| 天下卫视    | 美国 | 2018年11月17日 | 17:00 - 19:00（星光大道） 19:00 - 23:46（颁奖典礼） | 现场直播                                                                   |
| Astro喜悦HD | 马来西亚                                                                                                  | 2018年11月17日 | 17:00 - 19:00（星光大道） 19:00 - 23:46（颁奖典礼） | 电视及电台MelodyFM仅直播颁奖典礼 星光大道和颁奖典礼全程在Astro Go 线上直播 |
| 台視新聞台  | 中華民國                                                                                                  | 2018年11月18日 | 10:00 - 11:00（幕後花絮）                           |                                                                            |
| 台視綜合台  | 中華民國                                                                                                  | 2018年11月18日 | 19:00 - 23:30（頒獎典禮） 23:30 - 01:30（星光大道） | 錄影播出                                                                   |
| 非凡商業台  | 中華民國                                                                                                  | 2018年11月18日 | 22:00 - 02:00（颁奖典礼）                           | 錄影播出                                                                   |

## 舉辦過程

### 日程
- 獎項報名日期：2018年6月1日至6月30日(短片類)、2018年7月2日至7月31日（劇情片、紀錄片及動畫長片類）[3]
- 初選名單通知入圍片商：2018年8月23日
- 公布入圍名單：2018年10月1日[1]
- 金馬電影學院：2018年10月20日至11月17日[4]
- 金馬國際影展：2018年11月8日至25日[5]
- 金馬創投會議：2018年11月13日至15日[6]
- 入圍酒會：2018年11月16日
- 頒獎典禮：2018年11月17日，friDay影音全程獨家線上直播[1]

### 人物（地點）

#### 評審與導師
- 金馬影展執委會主席：李安
- 金馬獎評審團主席：鞏俐[7]
- 金馬電影學院導師：黃信堯、姜秀瓊[8]

#### 主持與旁白串場
- 入圍名單公布記者會主持人：楊千霈
- 入圍名單公布記者會公布人：蔡凡熙、李千娜[9]

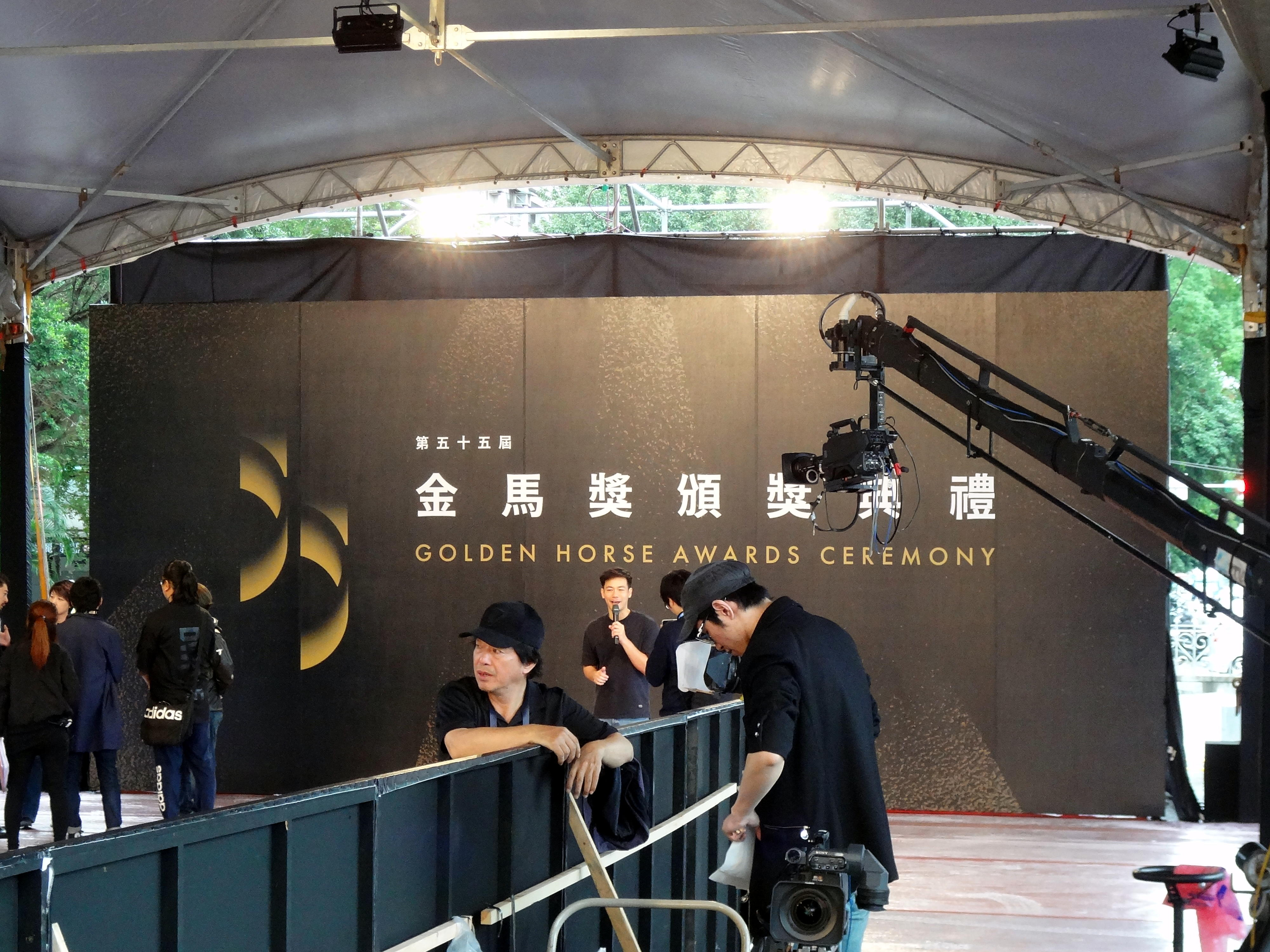
星光大道起點

- 入圍名單公布記者會「年度台灣傑出電影工作者」得主揭曉人：聞天祥
- 星光大道主持人：楊千霈、劉傑中
- 頒獎典禮主持人：陶晶瑩
- 頒獎典禮司儀：賈培德
- 頒獎典禮入圍影片旁白：李康生
- 頒獎人腳本：楊惠文、馬國駿
- 遞獎大使：胡釋安、范少勳、林映唯、林酉芯
- 頒獎地點：中華民國臺北市國立國父紀念館

#### 影像剪輯與編製
- 金馬55形象廣告導演：吳仲倫、曾忠嶽
- 金馬55頒獎典禮主持人宣傳影片導演：楊雅喆[10]
- 金馬影展主視覺（海報）設計：方序中
- 頒獎典禮開場入圍影片集錦：林雍益
- 「特別貢獻獎」和「年度台灣傑出電影工作者」特別獎影片：楊力州

## 評選過程

### 初選過程
第55屆金馬獎於2018年8月23日確認初選名單，共有667部報名競賽，其中114部是新導演作品，約80部電影進初選名單。初選名單不會正式公佈，只會直接寄發初選過關通知給獲入圍的片商。
台灣電影通過此屆金馬獎初選名單為《誰先愛上他的》、《范保德》、《幸福城市》、《切小金家的旅館》、《鬥魚》、《引爆點》、《粽邪》、《藍色項圈》、《小美》、《老大人》、《只有大海知道》、《後勁:王建民》、《我們的青春，在台灣》、《狗狗傷心誌》、《幸福路上》、《角頭2:王者再起》等片，而《花甲大人轉男孩》則未過初選。
中國大陸電影部份，則有《一齣好戲》、《後來的我們》、《蕃薯澆米》、《妖貓傳》、《暴雪將至》、《無問西東》、《江湖兒女》、《四個春天》、《地球最後的夜晚》、《影》、《邪不壓正》、《我不是藥神》、《郊區的鳥》、《寶貝兒》、《撞死了一隻羊》、《風中有朵雨做的雲》、《貓與桃花源》、《紅海行動》、《你好，之華》、《24號大街》、《大象席地而坐》等片。
香港電影部份，則為《傘上：遍地開花》、《黃金兄弟》、《九龍不敗》、《翠絲》、《葉問外傳：張天志》、《無雙》、《三夫》、《淪落人》、《八個女人一台戲》、《狄仁傑之四大天王》、《捉妖記2》等片。

### 入圍過程
聞天祥透露關於女主角的部分，此次大遗珠为《柔情史》耐安、《後來的我們》周冬雨，演技自然但以一票之差落馬，其他有讨论的包括《美丽》池韵、《暴雪将至》江一燕、《海上浮城》邬君梅、《猜猜我是誰》桂綸鎂、《邪不压正》周韵、《八個女人一台戲》鄭秀文、《地球最后的夜晚》汤唯。
男主角的部分，《老大人》小戽斗、《一出好戏》黄渤、《地球最后的夜晚》黄觉、《翠絲》姜皓文、《沦落人》黄秋生都有討論，战斗到最后的是《后来的我们》井柏然，他以一票之差成为最大遗珠。男配角遗珠有《老大人》喜翔。女配角遗珠有《蕃薯澆米》楊貴媚、《地球最后的夜晚》张艾嘉、《自由行》耐安。新演員方面，《小美》劉冠廷以一票之差未能獲得提名，其他有讨论的还包括《柔情史》杨明明、《沦落人》Crisel Consunji、《斗鱼》林柏叡、《斗鱼》吴岳擎。
《幸福城市》李鴻其與《翠絲》惠英紅原本各報男女主角獎，評審情衷李的表演，但因《幸福城市》分成三段，李得戲份最多僅佔三分之一，因此將其移到配角入圍名單會更有競爭力；入圍女配角的惠英紅在《翠絲》中與李鴻其如出一轍，因該片給女演員的戲較少，評審主動降格提名至配角獎，覺得會有更好的競爭力，金馬執委會尊重評審團的決定。
在剧情长片方面，被讨论到的还有《撞死了一只羊》、《你好，之华》、《风中有朵雨做的云》、《幸福城市》、《小美》、《邪不压正》、《江湖儿女》、《三夫》、《暴雪将至》、《后来的我们》、《郊区的鸟》，但最后都没有入围。

### 決選過程
該屆討論最久的獎項是「最佳劇情長片」，主席鞏俐請每位評審發表電影評論，最終由《大象席地而坐》順利勝出。由張藝謀執導的《影》，以最佳導演等四獎項，成為贏家；最大獎劇情長片，在評審團超過一小時的討論後，由《大象席地而坐》奪下，而執導該片的已故導演胡波，則以2票差距，在最佳新導演獎項，敗給《我不是藥神》的文牧野。
討論最久的是最佳劇情長片，總共討論了70分鐘左右，因為評審團主席鞏俐希望每一位評審都能發表自己支持的影片，最後該獎項由《大象席地而坐》脫穎而出，《我不是藥神》和《地球最後的夜晚》則並列第二。
最佳女主角、最佳女配角、最佳男配角和最佳新演員都是第一輪投票就出來了，其中最佳女主角僅次於謝盈萱的是曾美慧孜，最佳女配角跟丁寧競爭最激烈的是惠英紅，跟袁富華競爭最佳男配角的則是田壯壯、李鴻其，此外，評審們都對最佳新演員得主鍾家駿的表演給予極高的評價。
聞天祥透露，其實鞏俐非常欣賞徐崢跟謝盈萱，「謝盈萱的表演爆發力太精彩了，他已經不像是在表演，是完全進入那個角色」，尤其在得知謝盈萱的年紀比角色還年輕，而且尚未結婚的情況下，鞏俐認為她的表演非常具有說服力。
最佳男主角，因為幾乎每個入圍者都有死忠的支持者，所以沒有人得票過半數，最後只好採用消去法，在預投票之外又另外投了三輪，最後是聚焦在邱澤、段奕宏跟徐崢三人身上。聞天祥表示，邱澤的表演讓熟悉他的人耳目一新，「不熟悉邱澤的評審，也覺得他的表演充滿說服力」，尤其在跨越時間向度方面，從初戀時的樣貌，到後來的成熟、頹廢，邱澤的詮釋非常精彩，而段奕宏「幾乎是帶著整部電影向前進行的最大的力量」，觀眾會隨著他的表演而情緒起伏。那徐崢為什麼最後能脫穎而出呢？聞天祥指出，徐崢的表演最難的地方就在於，他雖然幽默、看起來像是喜劇的表演，但是他又有辦法讓觀眾隨著他的演技，感受到辛酸的層次，他甚至很可能提供了一些超出劇本所設定的日常細節，為喜劇表演增加強大的深度。
最佳導演也是每一位入圍者都有票，但在討論過一輪之後就確定是張藝謀獲獎，第二高票則是萬瑪才旦。最佳新導演則是文牧野跟胡波的競爭，最後，文牧野以些微之差勝出。聞天祥說，文牧野作為一個新導演，又有如此強大的監製跟演員。「怎麼在藝術跟商業當中找到一個平衡點，那是一個非常非常難的事情，他讓所有的評審都非常想看他第二部電影會進展到什麼樣的地步。」

## 入圍暨得獎名單
下列之標記為該獎項之得獎者。

## 提名及得獎

### 多項提名
下列 21 部影片獲得多項提名。
| 提名數量               | 電影名稱                   | 提名獎項 |
| ---------------------- | -------------------------- | --- |
| 12                     | 《影》                     | 最佳劇情長片、最佳導演、最佳男主角、最佳女主角、最佳改編劇本、最佳攝影、最佳視覺效果、最佳美術設計、最佳造型設計、最佳動作設計、最佳原創電影音樂、最佳音效 |
| 8                      | 《誰先愛上他的》           | 最佳劇情長片、最佳新導演、最佳男主角、最佳女主角、最佳新演員、最佳原著劇本、最佳原創電影歌曲、最佳剪輯                                                     |
| 7                      | 《我不是藥神》             | 最佳劇情長片、最佳新導演、最佳男主角、最佳男配角、最佳原著劇本、最佳造型設計、最佳剪輯                                                                     |
| 6                      | 《大象席地而坐》           | 最佳劇情長片、最佳新導演、最佳男主角、最佳改編劇本、最佳攝影、最佳原創電影音樂                                                                             |
| 6                      | 《邪不壓正》               | 最佳導演、最佳女配角、最佳視覺效果、最佳美術設計、最佳造型設計、最佳動作設計                                                                               |
| 6                      | 《暴雪將至》               | 最佳新導演、最佳男主角、最佳原著劇本、最佳美術設計、最佳造型設計、最佳音效                                                                                 |
| 5                      | 《地球最後的夜晚》         | 最佳劇情長片、最佳導演、最佳攝影、最佳原創電影音樂、最佳音效                                                                                               |
| 5                      | 《後來的我們》             | 最佳新導演、最佳男配角、最佳改編劇本、最佳原創電影歌曲、最佳剪輯                                                                                           |
| 5                      | 《范保德》                 | 最佳新演員、最佳美術設計、最佳原創電影音樂、最佳原創電影歌曲、最佳音效                                                                                     |
| 4                      | 《風中有朵雨做的雲》       | 最佳導演、最佳攝影、最佳動作設計、最佳音效 |
| 4                      | 《幸福城市》               | 最佳男配角、最佳女配角、最佳新演員、最佳原著劇本 |
| 3                      | 《你好，之華》             | 最佳女主角、最佳女配角、最佳原著劇本 |
| 3                      | 《角頭2：王者再起》        | 最佳男配角、最佳新演員、最佳原創電影歌曲 |
| 3                      | 《小美》                   | 最佳攝影、最佳原創電影音樂、最佳原創電影歌曲 |
| 3                      | 《妖貓傳》                 | 最佳視覺效果、最佳美術設計、最佳造型設計 |
| 2                      |                            | |
| 《撞死了一隻羊》       | 最佳導演、最佳改編劇本     | |
| 《翠絲》               | 最佳男配角、最佳女配角     | |
| 《幸福路上》           | 最佳動畫長片、最佳改編劇本 | |
| 《四個春天》           | 最佳紀錄片、最佳剪輯       | |
| 《我們的青春，在台灣》 | 最佳紀錄片、最佳剪輯       | |
| 《捉妖記2》            | 最佳視覺效果、最佳動作設計 | |

### 單項提名
下列 21 部影片獲得單項提名。
| 提名數量 | 電影名稱             | 提名獎項     |
| -------- | -------------------- | ------------ |
| 1        | 《貓與桃花源》       | 最佳動畫長片 |
| 1        | 《狗狗傷心誌》       | 最佳動畫長片 |
| 1        | 《後勁：王建民》     | 最佳紀錄片   |
| 1        | 《24號大街》         | 最佳紀錄片   |
| 1        | 《傘上：遍地開花》   | 最佳紀錄片   |
| 1        | 《只有大海知道》     | 最佳新演員   |
| 1        | 《葉問外傳：張天志》 | 最佳動作設計 |
| 1        | 《狄仁傑之四大天王》 | 最佳視覺效果 |
| 1        | 《老大人》           | 最佳女配角   |
| 1        | 《江湖兒女》         | 最佳女主角   |
| 1        | 《三夫》             | 最佳女主角   |
| 1        | 《Si So Mi》         | 最佳動畫短片 |
| 1        | 《當 一個人》        | 最佳動畫短片 |
| 1        | 《不忠之愛》         | 最佳動畫短片 |
| 1        | 《博默館》           | 最佳動畫短片 |
| 1        | 《一毛所有》         | 最佳動畫短片 |
| 1        | 《洞兩洞六》         | 最佳劇情短片 |
| 1        | 《臨時工》           | 最佳劇情短片 |
| 1        | 《春分兄弟》         | 最佳劇情短片 |
| 1        | 《吉祥》             | 最佳劇情短片 |
| 1        | 《吊吊揈》           | 最佳劇情短片 |

### 得獎統計
本屆23個影片獎項及個人獎項當中，總計6部台灣電影獲得8座獎項，6部中國大陸電影獲得14座獎項，1部香港電影獲得1座獎項。
| 得獎數量 | 電影產地 | 電影名稱               | 得獎獎項                                           |
| -------- | -------- | ---------------------- | -------------------------------------------------- |
| 4        | 中国大陆 | 《影》                 | 最佳視覺效果、最佳美術設計、最佳造型設計、最佳導演 |
| 3        | 中国大陆 | 《地球最後的夜晚》     | 最佳音效、最佳攝影、最佳原創電影音樂               |
| 3        | 臺灣     | 《誰先愛上他的》       | 最佳剪輯、最佳原創電影歌曲、最佳女主角             |
| 3        | 中国大陆 | 《我不是藥神》         | 最佳新導演、最佳原著劇本、最佳男主角               |
| 2        | 中国大陆 | 《大象席地而坐》       | 最佳改編劇本、最佳劇情長片                         |
| 1        | 中国大陆 | 《邪不壓正》           | 最佳動作設計                                       |
| 1        | 中国大陆 | 《吉祥》               | 最佳劇情短片                                       |
| 1        | 臺灣     | 《幸福路上》           | 最佳動畫長片                                       |
| 1        | 臺灣     | 《當 一個人》          | 最佳動畫短片                                       |
| 1        | 臺灣     | 《幸福城市》           | 最佳女配角                                         |
| 1        | 臺灣     | 《只有大海知道》       | 最佳新演員                                         |
| 1        | 臺灣     | 《我們的青春，在台灣》 | 最佳紀錄片                                         |
| 1        | 香港     | 《翠絲》               | 最佳男配角                                         |

## 評審名單

### 初選評審委員
| 評選類別   | 委員   | 身分                                                             |
| ---------- | ------ | ---------------------------------------------------------------- |
| 劇情長片類 | 吳珮慈 | 電影學者，現任國立臺灣藝術大學電影學系教授兼系主任               |
| 劇情長片類 | 卓男   | 影評人，曾任香港電影資料館節目策劃                               |
| 劇情長片類 | 馬欣   | 影評人，曾任金曲獎、金音創作獎、優良劇本獎評審                   |
| 劇情長片類 | 許肇任 | 編導，第52屆電視金鐘獎戲劇節目導演獎、第50屆金馬獎最佳新導演入圍 |
| 劇情長片類 | 陳子謙 | 編導，作品曾入選柏林影展世界大觀單元                             |
| 劇情長片類 | 劉梓潔 | 作家、編劇，以《父後七日》獲第47屆金馬獎最佳改編劇本             |
| 劇情長片類 | 鄭秉泓 | 影評人，2013-2017年間曾任高雄電影節短片策展人                    |
| 劇情短片類 | 王耿瑜 | 監製、策展人，曾任金馬影展、兒童影展、紀錄片雙年展策展人         |
| 劇情短片類 | 李念修 | 剪輯、編導，第47屆金馬獎最佳剪輯入圍                             |
| 劇情短片類 | 詹京霖 | 編導，第54屆金馬獎最佳新導演入圍                                 |
| 紀錄片類   | 吳秀菁 | 導演，第34屆金馬獎最佳紀錄片入圍                                 |
| 紀錄片類   | 李香秀 | 導演，第41屆金馬獎最佳紀錄片得主                                 |
| 紀錄片類   | 李家驊 | 導演，台灣國際紀錄片雙年展評審團特別獎                           |
| 紀錄片類   | 莊益增 | 演員、導演，台北電影獎百萬首獎、第49屆金馬獎最佳紀錄片入圍       |
| 紀錄片類   | 蔡甘銓 | 電影學者，曾任香港電影藝術中心電影及錄像部總監（1990-2001）      |
| 動畫片類   | 張晏榕 | 動畫師，現任國立臺灣師範大學助理教授                             |
| 動畫片類   | 張淑滿 | 導演                                                             |
| 動畫片類   | 謝文明 | 導演，第51、52屆金馬獎頒獎典禮視覺總監，第53屆金馬獎初選評審     |

### 複選及決選評審委員
| 委員                    | 身分                                                                                                 | 複選委員 | 決選委員 |
| ----------------------- | --- | -------- | -------- |
| 吳冠平                  | 電影學者，北京電影學院電影學系系主任                                                                 |          |          |
| 李耀華                  | 監製、製片                                                                                           |          |          |
| 周青元                  | 導演，電影《輝煌年代》獲第53屆金馬獎最佳原創電影歌曲                                                 |          |          |
| 林書宇                  | 編導，第45屆金馬獎最佳原著劇本                                                                       |          |          |
| 柯星沛                  | 攝影、導演、監製                                                                                     |          |          |
| 陳竹昇                  | 演員，第54屆金馬獎最佳男配角                                                                         |          |          |
| 陳珊妮                  | 歌手、詞曲創作、音樂製作、攝影師、畫家、作家，第47屆金馬獎最佳原創電影音樂入圍 、金曲女歌手 專輯得主 |          |          |
| 曾偉禎                  | 影評、編劇，曾任金馬獎副秘書長                                                                       |          |          |
| 曾國祥                  | 導演、演員，第47屆金馬獎最佳新導演入圍、第53屆金馬獎最佳導演入圍                                     |          |          |
| 楊雅喆                  | 編導，第54屆金馬獎最佳劇情片，多次入圍金馬獎最佳導演、最佳原著劇本                                   |          |          |
| 蔡珮玲                  | 美術指導，多次入圍金馬獎最佳美術設計                                                                 |          |          |
| 鞏俐                    | 演員，本屆評審團主席，威尼斯影展最佳女演員，亦曾任柏林、威尼斯及東京影展評審團主席                   |          |          |
| 黃志明                  | 監製，第51屆金馬獎年度台灣傑出電影工作者                                                             |          |          |
| 游乃海                  | 編導、監製，金馬獎最佳原著劇本                                                                       |          |          |
| 陳博文                  | 剪輯，金馬獎最佳剪輯，2009年國家文藝獎得主                                                           |          |          |
| 許月珍                  | 監製、編劇，第45屆金馬獎最佳改編劇本入圍                                                             |          |          |
| 白睿文（Michael Berry） | 電影學者，現任加州大學洛杉磯分校亞洲語言文化教授                                                     |          |          |

## 追思逝世影人
以下是追思影人的名單：
- 孫越，演員
- 井莉，演員
- 李菁，演員
- 許先，導演、剪接、演員
- 羅熾，導演
- 黃素影，演員
- 蔣青峰，演員
- 羅國強，監製
- 黃捷，攝影
- 雷震，演員
- 約翰·約翰森，作曲
- 施介強，演員
- 吳君麗，演員
- 王丹鳳，演員
- 黎明，演員
- 朱旭，演員
- 岳華，演員
- 徐金珠，發行
- 侯煥玲，演員
- 計春華，演員，動作指導
- 劉立立，導演
- 吳振東，演員
- 鄭潔，演員
- 盧凱彤，作曲、作詞
- 曾光展，演員、導演、剪接
- 魏木金，電影沖印
- 王姿元，擬音
- 江漢，演員
- 黃愛玲，影評、學者
- 黃學莘，美術指導
- 馬如風，演員
- 洪維健，導演
- 李孟哲，導演
- 簡達華，演員
- 仰止，影評
- 賀用正，攝影
- 乾德門，演員
- 金庸，編劇
- 藍潔瑛，演員
- 鄒文懷，監製、出品人

## 典禮流程

### 頒獎嘉賓與獎項順序
| 頒獎人         | 頒發獎項                                 |
| -------------- | ---------------------------------------- |
| 桂綸鎂         | 最佳動畫長片、最佳動畫短片               |
| 洪金寶、鄧超   | 最佳動作設計、最佳視覺效果、最佳音效     |
| 苑瓊丹、羅家英 | 最佳女配角、最佳男配角                   |
| 謝金燕         | 最佳新演員                               |
| 劉若英、侯孝賢 | 特別貢獻獎－廖慶松                       |
| 胡歌           | 最佳造型設計、最佳美術設計               |
| 鍾孟宏         | 年度台灣傑出電影工作者－劉三郎、最佳攝影 |
| 張藝謀         | 最佳新導演                               |
| 黃信堯、徐若瑄 | 最佳剪輯、最佳劇情短片、最佳紀錄片       |
| 周迅、陳奕迅   | 最佳原著劇本、最佳改編劇本               |
| 王力宏         | 最佳原創電影音樂、最佳電影原創歌曲       |
| 劉德華         | 最佳導演                                 |
| 涂們、惠英紅   | 最佳女主角                               |
| 張震、劉嘉玲   | 最佳男主角                               |
| 李安           | 最佳劇情長片                             |

### 典禮表演節目
| 表演者                                 | 表演名稱                     | 表演內容                                                          |
| -------------------------------------- | ---------------------------- | ----------------------------------------------------------------- |
| 本屆入圍影片                           |                              | 入圍電影片段集錦                                                  |
| 王力宏                                 | ACTION                       | 王力宏─偉大的配角(Love Love Love) 王力宏─你不知道的事《戀愛通告》 |
| 李安+陶晶瑩+陳竹昇                     | 金馬55主持人宣傳影片         | 金馬55主持人                                                      |
| 陳政文、鄭人碩、唐振剛、吳震亞、張再興 | 最佳原創電影歌曲獎入圍者表演 | 陳政文─老大借過《角頭2：王者再起》                                |
| 李英宏                                 | 最佳原創電影歌曲獎入圍者表演 | 李英宏─峇里島《誰先愛上他的》                                     |
| 雷光夏                                 | 最佳原創電影歌曲獎入圍者表演 | 雷光夏─深無情《范保德》                                           |
| 楊大正                                 | 最佳原創電影歌曲獎入圍者表演 | 楊大正─迴光《小美》                                               |
| 陳奕迅                                 | 最佳原創電影歌曲獎入圍者表演 | 陳奕迅─我們《後來的我們》                                         |
| 陶晶瑩                                 | 追憶永遠的電影人影片         | 追憶永遠的電影人                                                  |
| 莫文蔚                                 | DIVA                         | 莫文蔚─DIVA 張國榮─我 和莎拉·布萊曼─All I Ask of You              |

## 收視率
- 頒獎典禮：全體平均收視3.86，15-44歲有效平均收視3.87，總收視人口達350.8萬，最高點落在「香港演員袁富華獲最佳男配角獎」，收視5.20[24]。
- 星光大道：全體平均收視1.41、15-44歲有效平均收視1.16，總收視人口為132.3萬，最高點落在「劉德華受訪」，收視3.01，第二高為「評審團主席鞏俐接受訪問」，收視2.79。
- 幕後花絮：未公布
- 網路直播：328.4萬人次（friDay影音、Line Today、ETtoday等平台）

## 争议

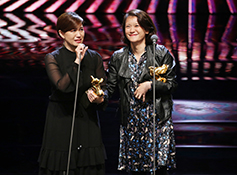
2018年導演傅榆（左）在金馬獎頒獎典禮的得獎照。

中國大陸导演張藝謀受邀頒發「最佳新導演」時稱「這麼多年輕導演的作品，代表著中國電影的希望！」，引起許多台湾網友不滿。最佳紀錄片获奖作品《我們的青春，在台灣》导演傅榆上台发表得奖感言时說“希望我们的国家可以被当成一个真正独立的个体来看待，是我身为一个台湾人最大的愿望。”台下響起熱烈掌聲。被认为是台灣独立倾向的言论，引发各種争议。上屆影帝們上台为最佳女主角頒奬時，表示「特別榮幸再次來到『中國台灣』金馬獎頒獎」，「我感到了兩岸一家親」，台下亦响起热烈掌声，被媒体視為「回懟」傅榆，也引起爭議。最后颁发最佳劇情長片奖时，原本计划与李安共同颁奖的巩俐未上台。李安独自上台后再次问道：“巩俐，你不上来跟我颁奖吗？我想你宁愿跟同志们坐在一起是不是？”巩俐仅微笑回应。
中国共产党党报《人民日报》、中国共产主义青年团等机构立刻在其新浪微博刊登“中国一点都不能少”来表明立场，胡歌、范冰冰、徐峥等纷纷转发表明立场，也有大量中國大陆网民纷纷表达了自己的爱国宣言。臺灣藝人李威也轉發表示：「和諧，有愛，互助，團結的兩岸一家親，生於中國台灣，是養育我的土地，身為中國人，是我的驕傲！」据媒体報導，典礼后《影》等中國大陆电影的庆功宴未向媒体开放，可能与傅榆争议言论有关。还有消息称有许多中國大陆影人未出席典礼后的金马惜别晚会，李安表示没注意到此事。
中華民國文化部部長鄭麗君於隔日表示「臺灣是亞洲最自由、民主、多元、熱情的國家」，因此可以孕育自由創作的金馬獎，她歡迎所有電影工作者參加金馬獎，「但請記得：這裡是臺灣，不是中國臺灣。」中華民國總統蔡英文也表明「臺灣就是臺灣」並強調「以昨天的金馬獎為榮，它突顯台灣之所以不同於中國，就在於我們的自由與多元，這正是所有藝術創作能夠盡情奔放的樂土。」「在這裡不會有人因為不同言論就消失或被消音，我們也沒有會被網路屏蔽的敏感詞。這就是台灣。我們是一個民主開放自由的社會」「電影工作者到臺灣來交流...要尊重臺灣人民的感受。」曾獲得金馬獎最佳改編劇本獎與柏林影展最佳導演銀熊獎的林正盛撰文表示看得出傅榆「是鼓足勇氣要說的。做為台灣人，我深為感動。」「台灣是自由民主國家，沒有一個人，或一個團體，國家或主辦單位，可以出面干涉，制止任何得獎者講任何她想講的話。」他強調「台灣一點都不想多，台灣小小的，我們做自己的主人。」
國際媒體如美國華盛頓郵報、紐約時報、美聯社、美國之音、CNN、自由亞洲電台、日本每日新聞、日本時報、英國廣播公司、每日郵報、香港電台、立場新聞、馬來西亞星報、光明日報、德國之聲、加拿大CTV電視網、紐西蘭先驅報、印度報等媒體對事件進行了報道。
爭議當事人傅榆在2019年接受英國廣播公司採訪，對於致辭風波表示：「（金馬獎發言後）大家都很覺得我是女戰神、女戰士，要去對抗什麼，但真的不是這樣。我講這些話，對我來說就是，長久以來，身為一個台灣人，我想被尊重。」

## 外部連結
- 第55屆金馬獎名單 （页面存档备份，存于）（繁體中文）
- 國家電影中心圖書館-第五十五屆金馬獎頒獎典禮
- 時光網-第55届台湾电影金马奖（页面存档备份，存于）